# Презрение
Презре́ние — отрицательно окрашенное чувство, возникающее по отношению к объекту, демонстрирующему качества, которые субъект считает недостойными, так как воспринимает их социально неприемлемыми. Презрение связано с чувством превосходства. Оно характеризуется тем, что субъект относится к другому субъекту неуважительно, свысока, уделяет ему недостаточно внимания.
Также оно может перейти в безразличное отношение к кому-(чему)-то.
В английском языке слово возникло в период между 1350—1400 годами от латинского contemptus (презирать).
Презрение входит в семь основных эмоций, выделяемых Полом Экманом (презрение, гнев, отвращение, страх, счастье, удивление, печаль).
Чувство имеет ряд особенностей: оно требует определённого суждения относительно явления или объекта. Испытывающий презрение может классифицировать презираемый объект как не соответствующий межличностным стандартам, проявлять таким образом неуважение. Это чувство имеет также сравнительную категорию: презирающий находится на некоторой психологической дистанции от презираемого объекта, не идентифицируется с ним и исключает возможное сочувствие, согласно Дэвиду Юму. Положительный аспект такого чувства как презрение заключается в том, что можно вызвать его к неэтичным и аморальным явлениям и таким образом, удалить их из общества, подчиняющегося определённым правилам морали.